# The Old Vic

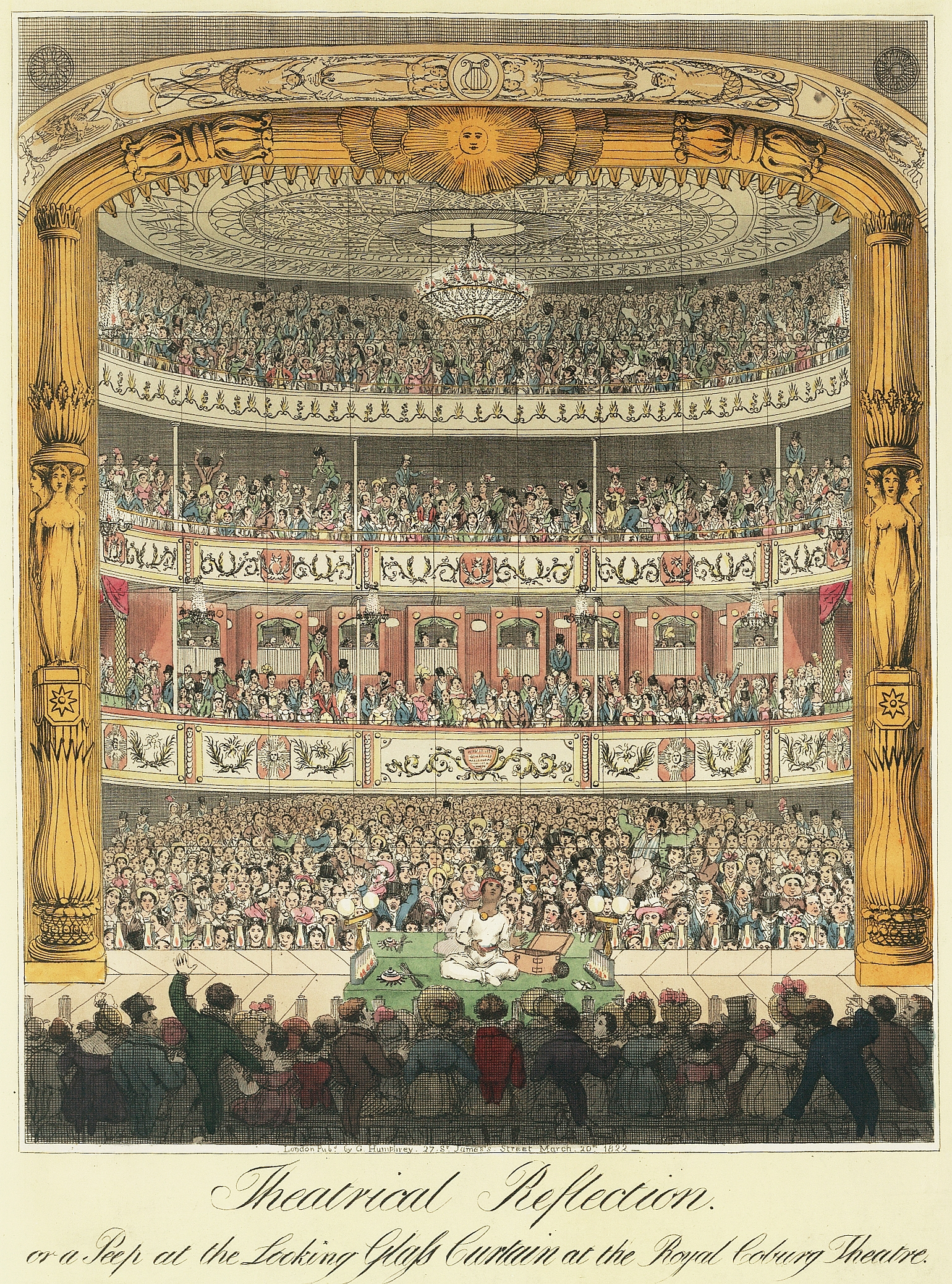
Royal Coburg Theatre w 1822 roku

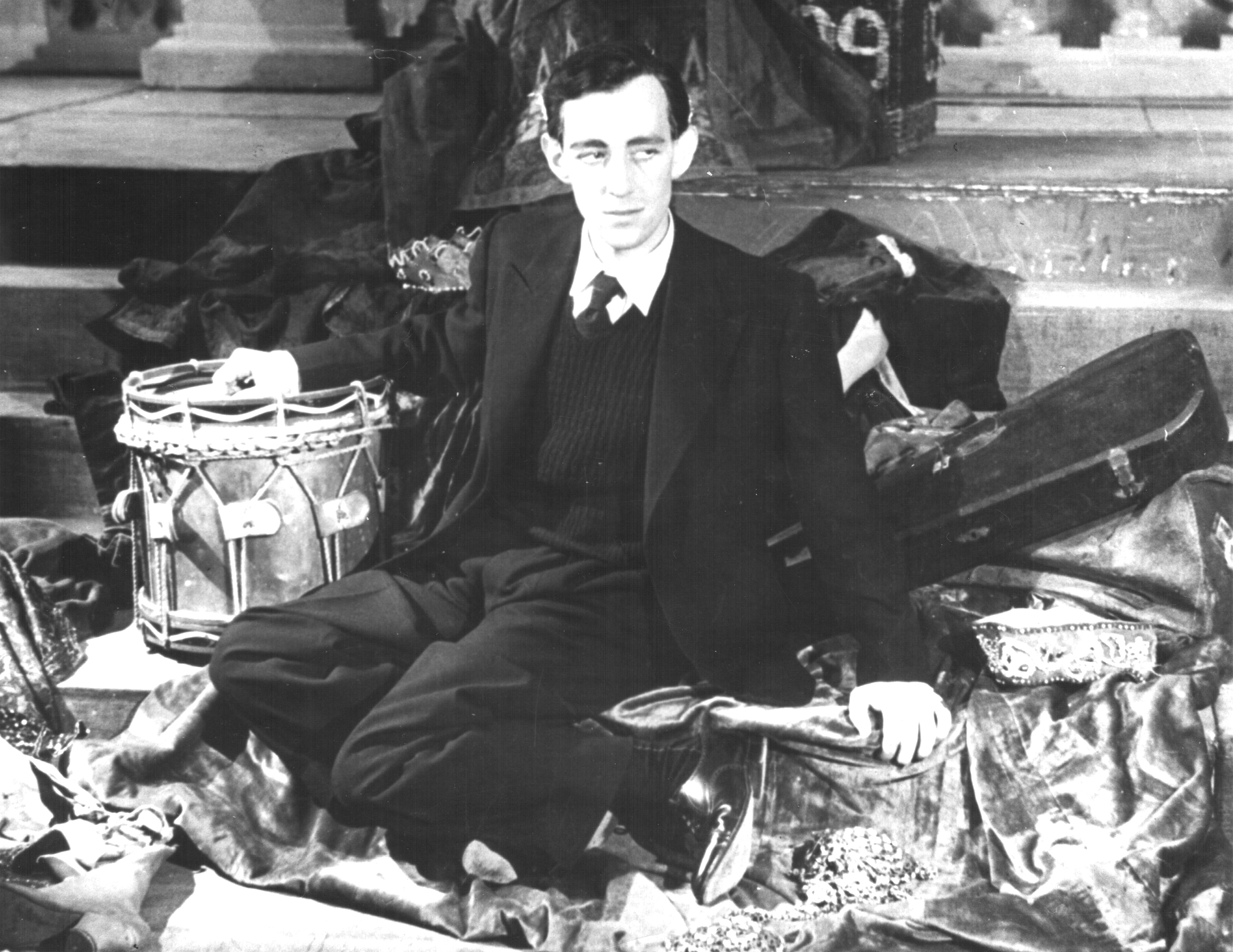
Alec Guinness na scenie The Old Vic

The Old Vic, Old Vic Theatre – teatr w Londynie, otwarty w 1818 roku jako Coburg Theatre. W teatrze tym, specjalizującym się głównie w repertuarze szekspirowskim, pracowało wielu wybitnych twórców angielskiego teatru.

## Historia
W 1818 założono Coburg Theatre, który następnie działał jako Royal Coburg Theatre, a od 1833 jako Victoria Theatre. W 1880 nazwa została zmieniona na Royal Victoria Coffee Music Hall, a budynek służył nie tylko celom teatralnym, ale także innym imprezom artystycznym.
Nazwę Old Vic Theatre wprowadziła Lilian Baylis, która od 1898 pracowała w teatrze, a od 1912 do śmierci w 1937 była jego kierownikiem. Za czasów jej kierownictwa zorganizowano stały zespół teatru – Old Vic Company – i otwarcia sceny operowej.
W latach 1914–1921 zespół Old Vic Company, którego dyrektorem został Ben Greet, wystawił całe Pierwsze Folio Williama Szekspira. W 1924 do zespołu teatru dołączyła Edith Evans. W latach 1929–1931 występami w szekspirowskich sztukach – Hamlecie i Ryszardzie II – pozycję gwiazdy teatru zapewnił sobie John Gielgud. W latach 30. do zespołu dołączyli Ralph Richardson, Peggy Ashcroft, Marius Goring, Flora Robson, Charles Laughton, James Mason, Michael Redgrave, Alec Guinness oraz Laurence Olivier, a reżyserem został Tyrone Guthrie. W latach 1937–1938 na scenie teatru występowała Vivien Leigh.
Podczas II wojny światowej – w wyniku niemieckich nalotów – siedziba teatru została zniszczona. Teatr ponownie otwarto w 1950, wystawiając Wieczór Trzech Króli Szekspira.
W latach 1953–1958 ówczesny dyrektor artystyczny Michael Benthall ponownie wystawił na scenie teatru całe Pierwsze Folio. Do zespołu teatralnego dołączyli m.in. Richard Burton, Judi Dench i John Stride, a Franco Zeffirelli wystawił Romea i Julię.
W 1963 zespół Old Vic Company rozwiązano, a teatr – do 1976 roku – stał się tymczasową siedzibą Royal National Theatre, którego dyrektorem został Laurence Olivier. W ciągu 13 lat na scenie teatru pojawiali się m.in. Albert Finney, Anthony Hopkins, Geraldine McEwan, Joan Plowright, Diana Rigg i Maggie Smith, a Ingmar Bergman inscenizował Heddę Gabler Henrika Ibsena. W 1973 nowym dyrektorem zespołu został Peter Hall.
W 1976 na scenie teatru występowały zespoły gościnne, zaś od 1977 zespół Prospect Theatre Company. Na scenie występowali Glenda Jackson, Derek Jacobi, Alec McCowen, Dorothy Tutin i Eileen Atkins. W 1982 wystawiony na aukcję teatr kupił kanadyjski przedsiębiorca Ed Mirvish, który przeprowadził remont i restaurację budynku. W latach 1987–1990 kilkanaście sztuk w teatrze wystawił Jonathan Miller, dostając za nie pięć nagród Laurence’a Oliviera. W latach 90. na scenie pojawiali się m.in. Ben Kingsley, Kevin Spacey, David Suchet i Michael Sheen.
W 1999 nowym właścicielem teatru został The Old Vic Theatre Trust, a od 2003 teatr na nowo posiada własny zespół artystyczny, którego dyrektorem został Kevin Spacey.
Od 2004 na scenie teatru pojawiali się m.in. Kevin Spacey, Ian McKellen, Imogen Stubbs, Ben Whishaw, Mary Stuart Masterson, Steven Weber, Jennifer Ehle, Robert Lindsay, Diana Rigg, Mark Gatiss, Jeff Goldblum, Laura Michelle Kelly, Michelle Dockery, Jessica Hynes, Richard Dreyfuss, Elizabeth McGovern, David Suchet, Simon Russell Beale, Rebecca Hall, Ethan Hawke, Andrew Scott, Tom Hollander, Anne-Marie Duff, Ruth Negga, Robert Sheehan, Vanessa Redgrave oraz James Earl Jones. Spektakle reżyserowali w tym czasie m.in. Robert Altman, Stephen Fry, Peter Hall, Matthew Warchus, Sam Mendes, Trevor Nunn oraz Kevin Spacey.
W 2015 Matthew Warchus został nowym dyrektorem artystycznym teatru.

## Repertuar
Old Vic Company od przeszło stu lat specjalizuje się w inscenizacjach sztuk Szekspira, ale ma w swoim repertuarze całą angielską dramaturgię klasyczną i współczesną, m.in. sztuki Samuela Becketta i Toma Stopparda.